# Ишмухамедов, Расул Ренатович
Расу́л Рена́тович Ишмухаме́дов (10 июня 1991, Старокучергановка) — российский гребец-каноист, выступает за сборную России с 2009 года. Чемпион мира, двукратный чемпион Европы, многократный победитель национальных и молодёжных регат. На соревнованиях параллельным зачётом представляет Московскую область и Алтайский край, мастер спорта международного класса.

## Биография
Расул Ишмухамедов родился 10 июня 1991 года в селе Старокучергановка Астраханской области. В детстве увлекался боксом, каратэ, волейболом, однако в конечном счёте выбрал греблю. Активно заниматься греблей на каноэ начал в возрасте одиннадцати лет по совету друга, проходил подготовку на местной гребной базе под руководством тренера Алексея Борисова, позже переехал в Бронницы, где обучался в государственном училище олимпийского резерва у тренера Владимира Логинова. Ныне состоит в центре летних видов спорта Московской области и в добровольном спортивном обществе «Динамо».
В 2011 году выиграл молодёжный чемпионат Европы, после чего удостоился права представлять страну на взрослом чемпионате в сербском Белграде. В составе четырёхместного экипажа, куда также вошли гребцы Кирилл Шамшурин, Иван Кузнецов и Владимир Чернышков, завоевал бронзовую медаль на олимпийской дистанции 1000 метров, уступив лидерство экипажам из Венгрии и Белоруссии. Год спустя вновь стал чемпионом молодёжного европейского первенства, впервые одержал победу на этапе Кубка мира. Будучи студентом, в 2013 году принял участие в летней Универсиаде в Казани, в четвёрках выиграл серебряную медаль на тысяче метров.
По состоянию на 2014 год Ишмухамедов остаётся в составе сборной России и продолжает участвовать в крупнейших мировых регатах, в частности, занял третье место в одиночке на первенстве Европы 2014 Франция и седьмое место среди одиночек на километровой дистанции в зачёте молодёжного чемпионата мира в венгерском Сегеде, попал в число призёров на этапе мирового кубка. На чемпионате Европы 2014 года в немецком Бранденбурге был близок к призовым позициям, в финале с четырёхместным каноэ на километре пришёл к финишу четвёртым[2]. За выдающиеся спортивные достижения удостоен почётного звания «Мастер спорта России международного класса». Имеет высшее образование, окончил Российский государственный университет туризма и сервиса,сейчас учится в  Поволжской государственной академии физической культуры, спорта и туризма в г.Казань.В декабре 2014 года стал лучшим спортсменом Республики Татарстан по версии газеты "бизнес on-line".